# Amerikaanse auto in 1995
Dit artikel geeft een overzicht van alle Amerikaanse en Australische personenwagens die op de markt kwamen in 1995. De auto's staan alfabetisch gerangschikt per merk.

## Noord-Amerika
| Buick |                  | concern:               | General Motors Verenigde Staten |
| Buick | divisie:         |                        |                                 |
| Buick | merk:            | Buick Verenigde Staten |                                 |
| Buick | model:           | Riviera                |                                 |
| Buick | einde productie: | 2000                   |                                 |
| Buick | productieaantal: | ?                      |                                 |

| Chevrolet |                  | concern:                   | General Motors Verenigde Staten |
| Chevrolet | divisie:         |                            |                                 |
| Chevrolet | merk:            | Chevrolet Verenigde Staten |                                 |
| Chevrolet | model:           | Cavalier -/cabriolet/coupé |                                 |
| Chevrolet | einde productie: | 2005                       |                                 |
| Chevrolet | productieaantal: | ?                          |                                 |

| Chevrolet |                  | concern:                   | General Motors Verenigde Staten |
| Chevrolet | divisie:         |                            |                                 |
| Chevrolet | merk:            | Chevrolet Verenigde Staten |                                 |
| Chevrolet | model:           | Tahoe                      |                                 |
| Chevrolet | einde productie: | 1999                       |                                 |
| Chevrolet | productieaantal: | ?                          |                                 |

| Chrysler Dodge |                  | concern:                                                                    | Chrysler Corporation Verenigde Staten |
| Chrysler Dodge | divisie:         |                                                                             |                                       |
| Chrysler Dodge | merk:            | Chrysler en Dodge Verenigde Staten                                          |                                       |
| Chrysler Dodge | model:           | Sebring (Chrysler), Avenger (Dodge) coupé (1e generatie)                    |                                       |
| Chrysler Dodge | einde productie: | 2000                                                                        |                                       |
| Chrysler Dodge | productieaantal: | ca. 350.000 (Sebring; inclusief cabriolet; verkocht in de Verenigde Staten) |                                       |

| Chrysler Dodge Plymouth |                  | concern: | Chrysler Corporation Verenigde Staten |
| Chrysler Dodge Plymouth | divisie:         | |                                       |
| Chrysler Dodge Plymouth | merk:            | Chrysler, Dodge en Plymouth Verenigde Staten |                                       |
| Chrysler Dodge Plymouth | model:           | Caravan / Grand Caravan (Dodge), Voyager / Grand Voyager (Plymouth), Town & Country (luxueuzer variant van Chrysler) mpv (3e generatie; de Grand is de variant met verlengde wielbasis; ook in Europa verkocht als Chrysler Voyager en Grand Voyager) |                                       |
| Chrysler Dodge Plymouth | einde productie: | 2000 |                                       |
| Chrysler Dodge Plymouth | productieaantal: | ca. 2,5 miljoen (verkocht in de Verenigde Staten) |                                       |

| Ford |                  | concern:                                                                                                 | onafhankelijk |
| Ford | divisie:         | |               |
| Ford | merk:            | Ford Verenigde Staten                                                                                    |               |
| Ford | model:           | Explorer drie- en vijfdeur-suv (2e generatie; vanaf 1999 werd de driedeurvariant Explorer Sport genoemd) |               |
| Ford | einde productie: | 2001 |               |
| Ford | productieaantal: | ca. 3,2 miljoen                                                                                          |               |

| Ford |                  | concern:                                   | onafhankelijk |
| Ford | divisie:         |                                            |               |
| Ford | merk:            | Ford Verenigde Staten                      |               |
| Ford | model:           | Taurus sedan / stationwagen (3e generatie) |               |
| Ford | einde productie: | 1999                                       |               |
| Ford | productieaantal: | ?                                          |               |

| Geo |                  | concern: | General Motors Verenigde Staten |
| Geo | divisie:         | |                                 |
| Geo | merk:            | Geo Verenigde Staten |                                 |
| Geo | model:           | Tracker kleine vierdeur-terreinwagen (badge-engineered 1e generatie Suzuki Vitara; variant van de tweedeur uit 1988; na de opheffing van Geo nog een jaar als Chevrolet verkocht) |                                 |
| Geo | einde productie: | 1997 (Geo), 1998 (Chevrolet) |                                 |
| Geo | productieaantal: | ? |                                 |

| GMC |                  | concern:             | General Motors Verenigde Staten |
| GMC | divisie:         |                      |                                 |
| GMC | merk:            | GMC Verenigde Staten |                                 |
| GMC | model:           | Safari               |                                 |
| GMC | einde productie: | 2005                 |                                 |
| GMC | productieaantal: | ?                    |                                 |

| Lincoln |                  | concern:                 | Ford Motor Company Verenigde Staten |
| Lincoln | divisie:         |                          |                                     |
| Lincoln | merk:            | Lincoln Verenigde Staten |                                     |
| Lincoln | model:           | Continental              |                                     |
| Lincoln | einde productie: | 1997                     |                                     |
| Lincoln | productieaantal: | ?                        |                                     |

| Oldsmobile |                  | concern:                    | General Motors Verenigde Staten |
| Oldsmobile | divisie:         |                             |                                 |
| Oldsmobile | merk:            | Oldsmobile Verenigde Staten |                                 |
| Oldsmobile | model:           | Aurora                      |                                 |
| Oldsmobile | einde productie: | 2001                        |                                 |
| Oldsmobile | productieaantal: | ?                           |                                 |

| Oldsmobile |                  | concern:                                                                               | General Motors Verenigde Staten |
| Oldsmobile | divisie:         |                                                                                        |                                 |
| Oldsmobile | merk:            | Oldsmobile Verenigde Staten                                                            |                                 |
| Oldsmobile | model:           | Bravada vijfdeur-suv (luxueuzer variant van de 2e generatie Chevrolet Blazer uit 1994) |                                 |
| Oldsmobile | einde productie: | 2001                                                                                   |                                 |
| Oldsmobile | productieaantal: | ca. 150.000 (verkocht in Noord-Amerika)                                                |                                 |

| Plymouth |                  | concern: | Chrysler Corporation Verenigde Staten |
| Plymouth | divisie:         | |                                       |
| Plymouth | merk:            | Plymouth Verenigde Staten                                                                                         |                                       |
| Plymouth | model:           | Breeze sedan (slechts één generatie; goedkoper versie van de in 1994 verschenen Chrysler Cirrus en Dodge Stratus) |                                       |
| Plymouth | einde productie: | 2000 |                                       |
| Plymouth | productieaantal: | 190.542 (verkocht in de Verenigde Staten)                                                                         |                                       |

| Pontiac |                  | concern:                 | General Motors Verenigde Staten |
| Pontiac | divisie:         |                          |                                 |
| Pontiac | merk:            | Pontiac Verenigde Staten |                                 |
| Pontiac | model:           | Bonneville               |                                 |
| Pontiac | einde productie: | 1999                     |                                 |
| Pontiac | productieaantal: | ?                        |                                 |

| Pontiac |                  | concern:                        | General Motors Verenigde Staten |
| Pontiac | divisie:         |                                 |                                 |
| Pontiac | merk:            | Pontiac Verenigde Staten        |                                 |
| Pontiac | model:           | Sunfire 4p/coupe/GT convertible |                                 |
| Pontiac | einde productie: | 2003                            |                                 |
| Pontiac | productieaantal: | ?                               |                                 |

| Saturn |                  | concern:                | General Motors Verenigde Staten |
| Saturn | divisie:         |                         |                                 |
| Saturn | merk:            | Saturn Verenigde Staten |                                 |
| Saturn | model:           | S-series (SC, SL, SW)   |                                 |
| Saturn | einde productie: | 1999                    |                                 |
| Saturn | productieaantal: | ?                       |                                 |

## Latijns-Amerika
| Volkswagen |                  | concern:                      | Volkswagen AG Duitsland |
| Volkswagen | divisie:         | Volkswagen do Brasil Brazilië |                         |
| Volkswagen | merk:            | Volkswagen Duitsland          |                         |
| Volkswagen | model:           | Fusca                         |                         |
| Volkswagen | einde productie: | 2000                          |                         |
| Volkswagen | productieaantal: | ?                             |                         |

## Australië
| Holden |                  | concern: | General Motors Verenigde Staten |
| Holden | divisie:         | |                                 |
| Holden | merk:            | Holden Australië |                                 |
| Holden | model:           | Astra vijfdeurhatchback / sedan / stationwagen (3e generatie; badge-engineered 1e generatie Opel Astra; vanaf 1995 in Nieuw-Zeeland en 1996 in Australië) |                                 |
| Holden | einde productie: | 1998 |                                 |
| Holden | productieaantal: | ? |                                 |

| Holden |                  | concern:                                                                     | General Motors Verenigde Staten |
| Holden | divisie:         |                                                                              |                                 |
| Holden | merk:            | Holden Australië                                                             |                                 |
| Holden | model:           | Frontera driedeur-suv (1e generatie; badge-engineered 1e generatie Isuzu MU) |                                 |
| Holden | einde productie: | 1999                                                                         |                                 |
| Holden | productieaantal: | ?                                                                            |                                 |

| HSV |                  | concern:                                                         | General Motors Verenigde Staten |
| HSV | divisie:         | Holden Australië                                                 |                                 |
| HSV | merk:            | HSV Australië                                                    |                                 |
| HSV | model:           | GTS (krachtiger variant van de Holden Commodore uit de VS-serie) |                                 |
| HSV | einde productie: | augustus 1997                                                    |                                 |
| HSV | productieaantal: | 375                                                              |                                 |